# Akša
Akša (in russo Акша?) è una località rurale (selo) della Russia, centro amministrativo dell'Akšinskij rajon nel Territorio della Transbajkalia. Fondata dai Cosacchi nel 1750, contava 3 941 abitanti al censimento del 2010.